# Cubadak
Cubadak is een bestuurslaag in het regentschap Tanah Datar van de provincie West-Sumatra, Indonesië. Cubadak telt 2987 inwoners (volkstelling 2010).